# Banksia plumosa
Banksia plumosa är en tvåhjärtbladig växtart. Banksia plumosa ingår i släktet Banksia och familjen Proteaceae.

## Underarter
Arten delas in i följande underarter:
- B. p. denticulata
- B. p. plumosa